# Diocesi di Xuzhou
La diocesi di Xuzhou (in latino: Dioecesis Siuceuvensis) è una sede della Chiesa cattolica in Cina suffraganea dell'arcidiocesi di Nanchino. Nel 1950 contava 93.500 battezzati su 4.500.000 abitanti. La sede è vacante.

## Territorio
La diocesi è situata nella parte settentrionale della provincia cinese dello Jiangsu.
Sede vescovile è la città di Xuzhou, dove si trova la cattedrale del Sacro Cuore.

## Storia
La prefettura apostolica di Xuzhou (Suchow) fu eretta il 1º luglio 1931 con il breve Ad rei christianae di papa Pio XI, ricavandone il territorio dal vicariato apostolico di Nanchino (oggi arcidiocesi).
Il 18 giugno 1935 la prefettura apostolica fu elevata al rango di vicariato apostolico con la bolla Merito lubenterque dello stesso papa Pio XI.
L'11 aprile 1946 il vicariato apostolico è stato elevato a diocesi con la bolla Quotidie Nos di papa Pio XII.
Il 1º maggio 1947, con la lettera apostolica Novissimo universarum, papa Pio XII ha proclamato la Beata Maria Vergine dal Cuore Immacolato patrona principale della diocesi.
Nel 1959 divenne vescovo di Xuzhou monsignor Thomas Qian Yurong, che ha retto la diocesi fino al 2011. Il 30 novembre 2006 la diocesi ha avuto un vescovo coadiutore nella persona di John Wang Renlei, la cui ordinazione ha suscitato forti polemiche e una presa di posizione ufficiale della Santa Sede.

## Cronotassi dei vescovi
Si omettono i periodi di sede vacante non superiori ai 2 anni o non storicamente accertati.
- Georges Marin, S.I. † (3 dicembre 1931 - 18 giugno 1935 dimesso)
- Philip Côté, S.I. † (18 giugno 1935 - 16 gennaio 1970 deceduto)[3]
  - Sede vacante
  - Thomas Qian Yu-rong † (15 novembre 1959 consacrato - 2011 dimesso)[4]
  - John Wang Renlei, succeduto nel 2011

## Statistiche
La diocesi nel 1950 su una popolazione di 4.500.000 persone contava 93.500 battezzati, corrispondenti al 2,1% del totale.
| anno | popolazione | popolazione | popolazione | presbiteri | presbiteri | presbiteri | presbiteri                | diaconi | religiosi | religiosi | parrocchie |
| anno | battezzati  | totale      | %           | numero     | secolari   | regolari   | battezzati per presbitero | diaconi | uomini    | donne     | parrocchie |
| ---- | ----------- | ----------- | ----------- | ---------- | ---------- | ---------- | ------------------------- | ------- | --------- | --------- | ---------- |
| 1950 | 93.500      | 4.500.000   | 2,1         | 49         | 14         | 35         | 1.908                     |         | 21        | 45        | 33         |

Secondo fonti statistiche riportate dall'Agenzia Fides, nel 2013 la diocesi contava circa 25.000 fedeli, 7 chiese, una decina di sacerdoti e una ventina di religiose.